# Monte San Martino
Monte San Martino ist eine italienische Gemeinde (comune) in der Provinz Macerata in den Marken. Sie hat 685 Einwohner (Stand 31. Dezember 2023) und liegt etwa 29,5 Kilometer südlich von Macerata, gehört zur Comunità montana Monti Azzurri und grenzt unmittelbar an die Provinz Fermo. Die Tenna begrenzt die Gemeinde im Süden.

## Sport
Das Dorf hat eine Fußballmannschaft, die in der letzten Kategorie Italienisch spielt, hat Monte San Martino auch eine Fußballmannschaft bis 5.

## Schulen
In Monte San Martino ist ein Kindergarten, eine Grundschule und eine Mittelschule.